# ميشيل سانشيز
ميشيل سانشيز (بالفرنسية: Michel Sanchez)‏ هو مدرب كرة قدم ولاعب كرة قدم فرنسي، ولد في 14 أبريل 1967 في تاراسكون في فرنسا.